# Okswerd
Okswerd, ook wel Oxwerd is een buurtje in de gemeente Westerkwartier in de Nederlandse provincie Groningen. De buurt ligt tussen Niezijl en Noordhorn, iets ten noorden van het van Starkenborghkanaal, in de Oxwerdermolenpolder. De naam komt waarschijnlijk van de mansnaam Okke of Ox die is afgeleid van os of stier. Werd is hier waarschijnlijk in de algemene betekenis van uit water oprijzend land gebruikt, het buurtje ligt op een oude kustwal.

## Geschiedenis
De boerderijen van Okswerd liggen langs de oudste zeedijk van het Langewold, die mogelijk rond 1250 door monniken van de kloosters Aduard en Jeruzalem (Gerkesklooster) werd aangelegd vanaf Gerkesklooster naar de keileemrug van Noord- en Zuidhorn. Deze liep ten zuiden van de latere dorpen Grijpskerk en Niezijl en langs Okswerd. Over deze dijk liep de oude verbindingsroute tussen Friesland en Groningen, die ook wel 'De Roder' werd genoemd. Van de dijk resteert niets meer, maar het tracé is nog wel deels te volgen in het landschap. In Grijpskerk is over de oude route van de dijk later de straat 'De Roder' gelegd. In 1416 is bij Okswerd voor het eerst sprake van een zijl, die lag op het punt waar het Stille Diep de dijk kruiste. Vanwege haar ligging aan de doorgaande route tussen beide provinciën vormde het een strategisch punt. In 1417 werd er gevochten tussen de Schieringers en Vetkopers in de Slag bij Okswerderzijl, waarbij de laatsten wonnen. Mogelijk werd er toen in allerijl een 'slot' gebouwd, want in 1422 werd dit slot voor het eerst en laatst genoemd in het kader van de Groninger Zoen, waarbij het werd geslecht. De zijl komt voor onder de namen Sloterzijl (naar het slot), Oxwerderzijl en Vredewolderzijl (naar het streek Vredewold), die erop afwaterde. Rond 1457 werd de zijl verplaatst naar het noorden vanwege nieuwe bedijkingen van de Oude Riet nabij Balmahuizen en bij het 'Ipegat' (De Kolk of Du(i)velskolk) neergelegd. Nabij deze zijl zal misschien de veldslag hebben plaatsgevonden tussen de stad Groningen en Nittert Fox; die won en Noord- en Zuidhorn liet platbranden. Nadat in 1548 de dijk doorbrak bij De Kolk (vandaar de naam), was deze in 1554 dichtgeslibd. Een oplossing werd door Vredewold gezocht in afwatering via de Aduarderzijl, maar nadat een overeenkomst met het Aduarderzijlvest al een feit was kwamen de stad Groningen en het stadshamrik ertegen in geweer omdat ze vreesden voor meer overlast door het water. Vredewold liet daarop de zijl dan maar nog verder stroomafwaarts verplaatsen naar de dijk bij Niezijl, alwaar in 1561 de Nieuwe Sloterzijl (of Nijsloterzijl) werd gelegd die de basis vormde van het Nijsloterzijlvest. In 1598 werd na jaren van oorlog en verwoesting iets noordelijker de nieuwe Kommerzijl gebouwd.
Ten noorden van de buurt ligt de boerderij Norrits, ten noorden waarvan in 1581 de Slag op het Norritsveld plaatsvond tussen Staatsen en Spaanse troepen. De aanvoerder van de Staatse troepen, die overigens deze slag verloren, heette John Norreys (in de volksmond verbasterd tot 'Norrits'). Naar hem wordt de streek aldaar ook wel Norritsveld genoemd.

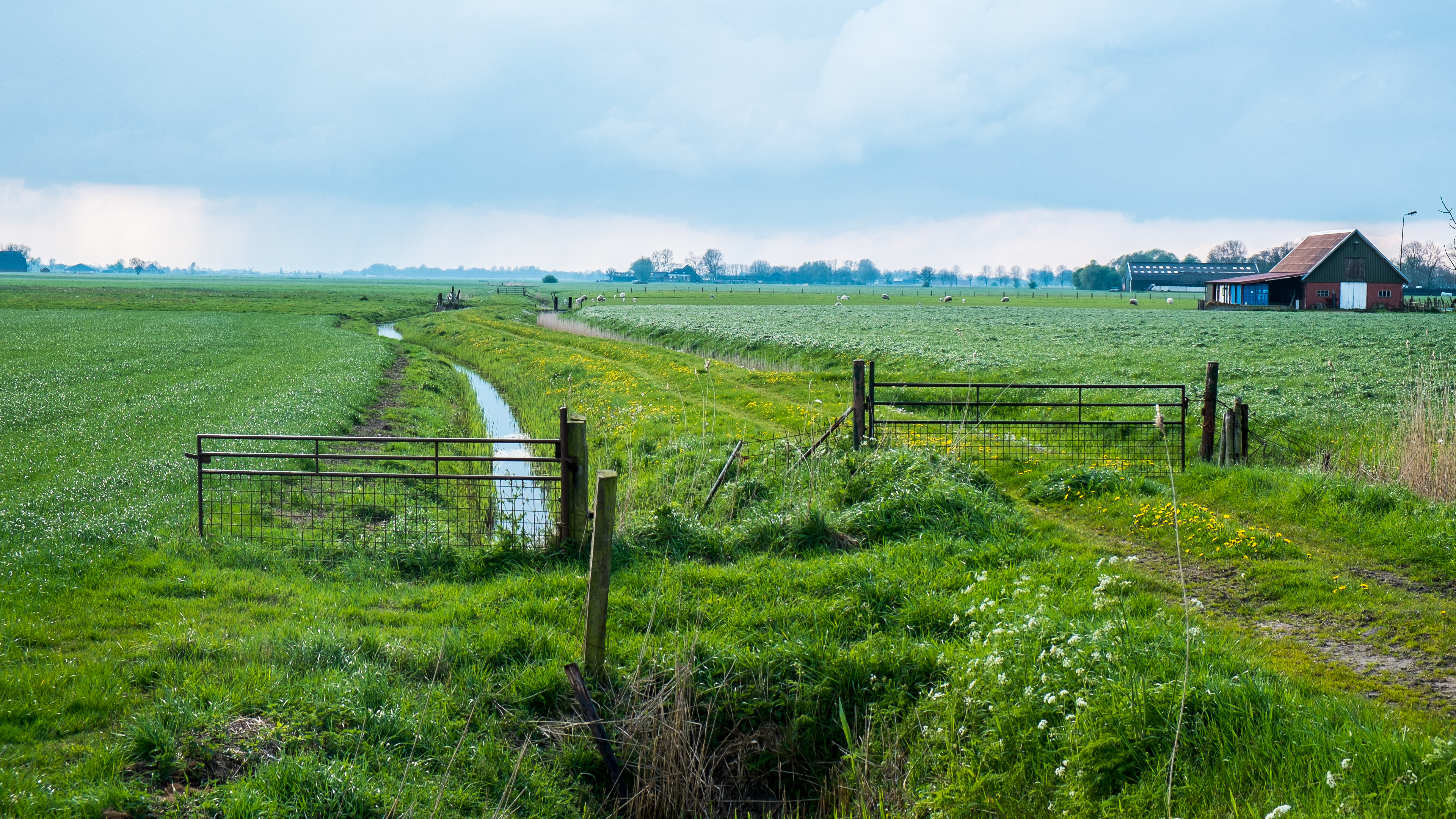
Deel van het tracé van de vroegere dijk vanaf de Friesestraatweg in de richting van Okswerd
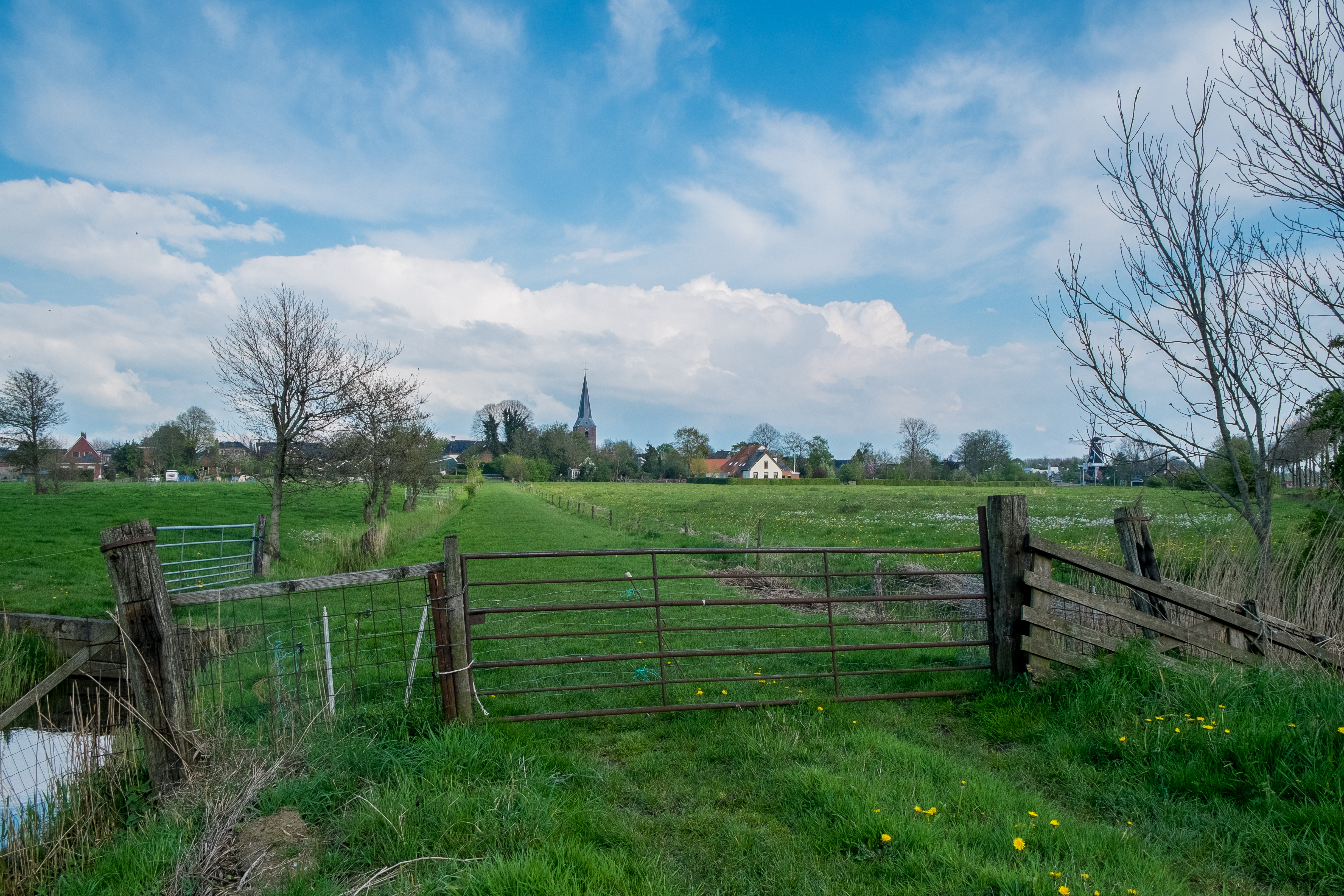
Tracé van de vroegere dijk vanaf de Friesestraatweg in de richting van Noordhorn. Het tracé eindigt bij de vroegere herberg De Gouden Leeuw in Noordhorn, die voor het eerst vermeld wordt in 1622.

## Geboren
- Wobbe de Vries (1863-1942), Gronings taalkundige